# Jan V Zdobywca
Jan V Zdobywca (ur. ok. 1340, zm. 1 listopada 1399 w Nantes) – książę Bretanii, syn księcia Jana IV i Joanny Flandryjskiej, córki Ludwika Flandryjskiego, hrabiego de Nevers.

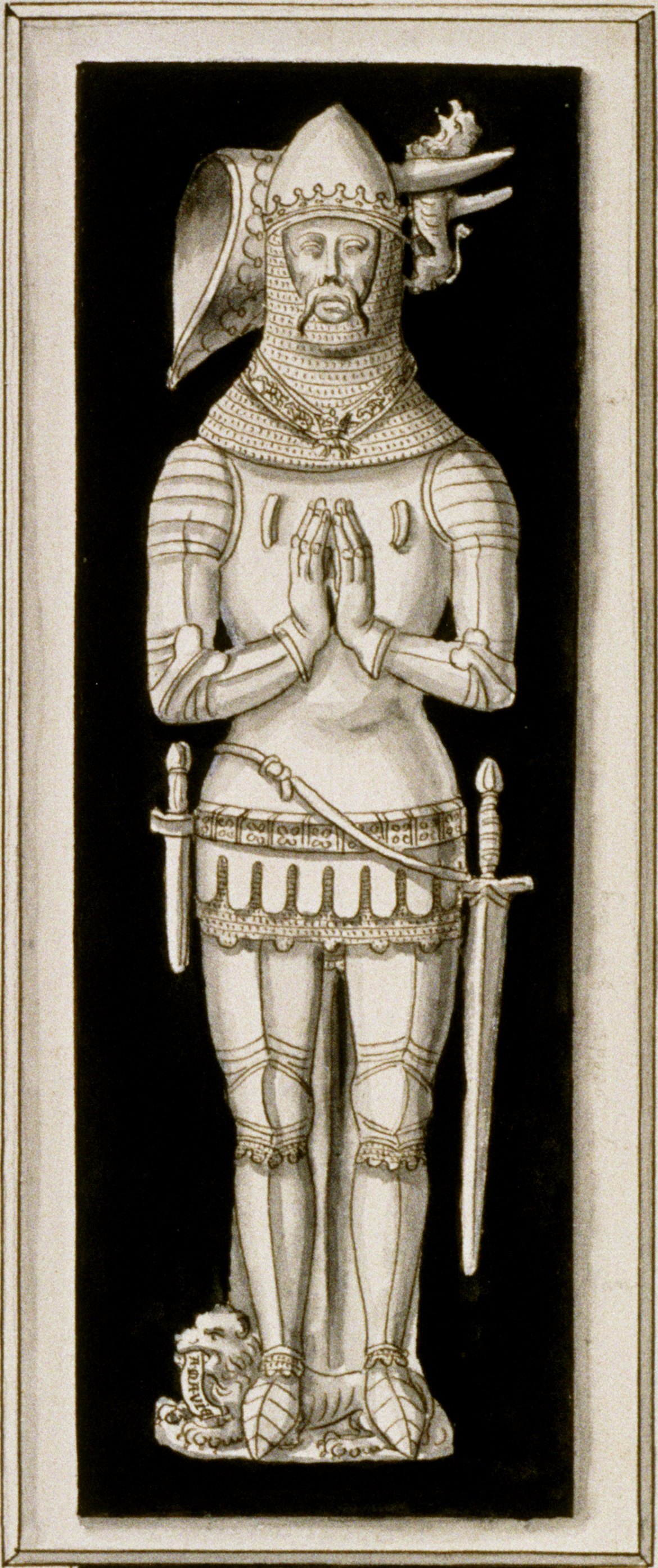

Jego ojciec był angielskim kandydatem na tron Bretanii opróżniony w 1341 r. po bezpotomnej śmierci księcia Jana III. Jego kontrkandydatami byli popierani przez Francję Joanna de Penthievre i jej mąż Karol de Blois. Jan IV zmarł w roku w 1345 r. i mały Jan V odziedziczył jego pretensje. Walkę w jego imieniu kontynuowała jego matka, Joanna Flandryjska. Jan wychowywał się na dworze króla Anglii Edwarda III.
29 września 1364 r. Jan wygrał bitwę pod Auray, w której zginął Karol de Blois. 12 kwietnia 1365 r. Joanna de Penthievre musiała podpisać traktat w Guérande, na mocy którego zrzekała się wszystkich praw do Bretanii i uznawała Jana prawowitym księciem. Niespodziewanie dla króla Edwarda III, który pomógł Janowi wygrać wojnę o sukcesję, książę złożył hołd lenny królowi Francji Karolowi V. Później jednak Jan zbliżył się do Anglii i w 1372 r. otrzymał tytuł hrabiego Richmond. W latach 1373–1379 przebywał na wygnaniu, wypędzony z Bretanii przez miejscowych feudałów. W 1375 r. został kawalerem Orderu Podwiązki.
Książę był trzykrotnie żonaty. Jego pierwszą żoną została w 1361 r. w Woodstock Palace Maria Plantagenet (10 października 1344 – 1362), córka króla Anglii Edwarda III i Filipy de Hainault, córki Wilhelma I, hrabiego Hainaut. Małżonkowie nie mieli razem dzieci.
Po raz drugi Jan ożenił się w maju 1366 w Londynie z Joan Holland (1350 – 1384), córką Thomasa Hollanda, 1. hrabiego Kentu, i Joanny, córki Edmunda Woodstocka, 1. hrabiego Kentu. Joan była kuzynką króla Anglii Ryszarda II. Również i to małżeństwo nie doczekało się potomstwa.
2 października 1386 w Saillé-près-Guérande Jan ożenił się trzeci raz z Joanną (ok. 1370 – 10 czerwca 1437), córką króla Nawarry Karola II Złego i Joanny, córki króla Francji Jana II Dobrego. Jan i Joanna mieli razem czterech synów i pięć córek:
- Joanna (12 sierpnia 1387 w Nantes – 7 grudnia 1388)
- nieznana z imienia córka (1388)
- Jan VI Mądry (24 grudnia 1389 – 29 sierpnia 1442), książę Bretanii
- Maria (18 lutego 1391 w Nantes – 18 grudnia 1446), pani de La Guerche, żona Jana I, księcia d’Alençon
- Małgorzata (1392 – 13 kwietnia 1428), pani de Guillac, żona Alana IX, wicehrabiego de Rohan
- Artur III (24 sierpnia 1393 – 26 grudnia 1458), książę Bretanii
- Gilles (1394 – 19 lipca 1412 w Cosne-sur-Loire), pan de Chantocé i de Ingrande
- Ryszard (1395 – 2 czerwca 1438), hrabia d'Étampes
- Blanka (1397 – po 1419), żona Jana IV, hrabiego d’Armagnac

Jan V zmarł w 1399 r. Bretanię odziedziczył jego najstarszy syn.